# Exostema orbiculatum
Exostema orbiculatum är en måreväxtart som beskrevs av George Richardson Proctor. Exostema orbiculatum ingår i släktet Exostema och familjen måreväxter. IUCN kategoriserar arten globalt som akut hotad.
Artens utbredningsområde är Jamaica. Inga underarter finns listade i Catalogue of Life.